# Кук, Джеймс Браун
Джеймс Кук Браун (англ. James Cooke Brown; 21 июля 1921 — 13 февраля 2000) — американский социолог и писатель-фантаст. Он известен созданием искусственного языка логлан и разработкой настольной игры Parker Brothers «Careers».
Роман Брауна «Инцидент с Тройкой» (Doubleday, 1970)описывает всемирную бесплатную базу знаний, аналогичную Интернету.

## Биография
Родился в 1921 году в Тагбиларане, Филиппины.
Бакалавр гуманитарных наук Миннесотского Университета (1946 год), доктор философии (1948 год).
У него было две жены: Луджой Фуллер Браун и Эвелин Рут Андерсон. У Брауна было 3-ое детей.
Во время южноамериканского круиза со своей женой Браун был госпитализирован в Аргентине, где и умер в возрасте 78 лет в 2000 году.

### Научная фантастика

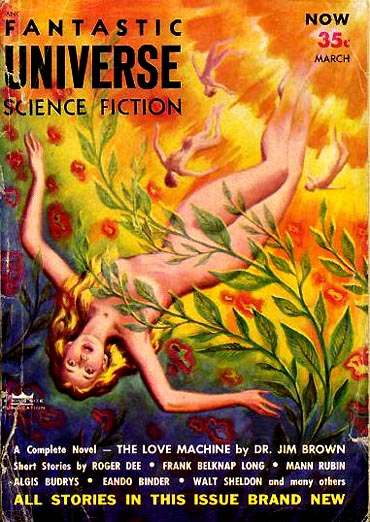
Новелла Брауна «The Love Machine» в 1954 году была помещена на обложку мартовского номера журнала Fantastic Universe

- Новелла Брауна «The Love Machine» в 1954 году была помещена на обложку мартовского номера журнала Fantastic Universe"The Emissary", Astounding Science Fiction
- The Love Machine, Fantastic Universe[8]
- The Troika Incident: A Tetralogue In Two Parts, Doubleday, 1970

### Социология
- Cooperative group formation: a problem in social engineering, University of Minnesota, 1951[9]
- The Job Market of the Future: Using Computers to Humanize Economies, James Cooke Brown, M.E. Sharpe, 2001, ISBN 978-0-7656-0733-1
- Paternity, Jokes and Song : A Possible Evolutionary Scenario for the Origin of Mind and Language, Brown J. C.; Greenhood W., 1983, vol. 8, no2, pp. 7-53 (5 p.), Journal of Social and Biological Structures, ISSN 0748-772X

### Логлан
- Loglan 1: a logical language, James Cooke Brown, Loglan Institute, 1975
- Loglan 2: methods of construction, James Cooke Brown, Loglan Institute, University Microfilms, 1981
- Loglan 3: speaking Loglan : programmed textbook on the phonology, basic vocabulary, and grammar of the simple Loglan sentence, James Cooke Brown, Lujoye Fuller Brown, Loglan Institute, University Microfilms, 1965
- Loglan 4: a Loglan-English dictionary,	James Cooke Brown, Lujoye Fuller Brown, Loglan Institute, 1970
- Loglan 5: an English-Loglan dictionary, James Cooke Brown, Lujoye Fuller Brown, Loglan Institute, University Microfilms, 1981
- Loglan 4 & 5: a Loglan-English/English-Loglan dictionary, James Cooke Brown, Loglan Institute, 1975